# Volta ao Lago Taihu
A Volta ao Lago Taihu é uma corrida de ciclismo de estrada por etapas realizada anualmente na China. É realizada desde 2010, mas a primeira edição foi uma corrida de um dia.  Em 2023, a prova passou a fazer parte da UCI ProSeries. 
Após cancelamentos em 2020-2022, a corrida regressou em setembro de 2023 como parte da UCI ProSeries.

## Palmarés
| Ano  | Vencedor          | Segundo           | Terceiro           |           |
| ---- | ----------------- | ----------------- | ------------------ | --------- |
| 2010 | David Kemp        | Jing Yang         | Serhiy Grechyn     |           |
| 2011 | Borís Shpilevski  | Alois Kaňkovský   | Aaron Kemps        |           |
| 2012 | Milan Kadlec      | Floris Goesinnen  | Choi Ki Ho         |           |
| 2013 | Yuriy Metlushenko | Alois Kaňkovský   | Borís Shpilevski   |           |
| 2014 | Sam Witmitz       | Jurgen Van Diemen | Alois Kaňkovský    |           |
| 2015 | Jakub Mareczko    | Andrea Palini     | Marco Zanotti      |           |
| 2016 | Leonardo Duque    | Yonder Godoy      | Peter Schulting    |           |
| 2017 | Jakub Mareczko    | Guillaume Boivin  | Carlos Alzate      |           |
| 2018 | Boris Vallée      | Benjamin Dyball   | Alexander Cataford |           |
| 2019 | Dylan Kennett     | Boris Vallée      | Matthias Brändle   |           |
| 2021 | cancelado         | cancelado         | cancelado          | cancelado |
| 2022 | cancelado         | cancelado         | cancelado          | cancelado |
| 2023 | George Jackson    | Enrico Zanoncello | Jarne Van De Paar  |           |
| 2024 | Jelte Krijnsen    | Marcin Budziński  | Wilmar Paredes     |           |

### Palmarés por países
Actualizado após edição de 2023
| País          | Vitórias |
| ------------- | -------- |
| Austrália     | 2        |
| Itália        | 2        |
| Nova Zelândia | 2        |
| Chéquia       | 1        |
| Ucrânia       | 1        |
| Rússia        | 1        |
| França        | 1        |
| Bélgica       | 1        |